# Двойное (озеро, Ленинградская область)
Двойное (фин. Äksjärvi) — озеро на территории Каменногорского городского поселения Выборгского района Ленинградской области.

## Общие сведения
Площадь озера — 1,9 км², площадь водосборного бассейна — 15,7 км². Располагается на высоте 72,2 метров над уровнем моря.
Форма озера лопастная, продолговатая: вытянуто с севера на юг. Озеро условно состоит из двух практически равных по площади плёсов, разделённых узким проливом. Берега изрезанные, каменисто-песчаные, преимущественно возвышенные.
Из южной оконечности озера вытекает река Красновка, которая, протекая озеро Капитоновское, впадает в озеро Бородинское, из которого вытекает безымянная протока, впадающая в озеро Михалёвское, из которого вытекает река Козловка, впадающая в озеро Любимовское. Из Любимовского воды по реке Дымовке попадают в Вуоксу.
В озере около десятка безымянных островов различной площади, и их количество может варьироваться в зависимости от уровня воды.
Название озера переводится с финского языка как «икс-озеро».
Код объекта в государственном водном реестре — 01040300211102000012417.